# Arthrobotrya
Arthrobotrya, biljni rod iz porodice papratki Dryopteridaceae, dio potporodice Elaphoglossoideae. . 
Pripadaju mu 3 vrste iz Australije i Novog Zelanda.

## Vrste
1. Arthrobotrya articulata (J.Sm. ex Fée) J.Sm.
2. Arthrobotrya brightiae (F.Muell.) Pic.Serm.
3. Arthrobotrya wilkesiana (Brack.) Copel.